# 栉孔扇贝
栉孔扇贝（学名：Chlamys farreri），大陸稱栉孔扇贝、臺灣稱法爾海扇蛤，是海扇蛤科锦海扇蛤属的一种。

## 分佈及棲所環境
主要分布于韩国、中国大陆（遼寧、河北、山東、浙江、福建各省海岸）、台湾以及在黃渤海到東中國海之間的海域。潮間帶至潮下帶水深60公尺、以足絲附著於岩石、珊瑚礁或貝殼上。
栉孔扇贝在中国北方沿海是一种非常重要的养殖贝类，肉质鲜美，营养丰富。